# Sing (canción de Annie Lennox)
«Sing» es una canción compuesta e interpretada por la cantante escocesa Annie Lennox, incluida en su cuarto álbum de estudio como solista, Songs of Mass Destruction (2007). Las compañías RCA y Sony BMG la publicaron como el segundo y último sencillo del disco en formato digital el 1 de diciembre de 2007, coincidiendo con el Día Mundial de la Lucha contra el Sida; en marzo de 2008 salió a la venta en un CD de dos pistas, en maxi CD con material adicional y en vinilo de 12", y en febrero de 2009 figuró en el grandes éxitos The Annie Lennox Collection. La cantante tomó inspiración para componer el tema después de ver al activista sudafricano Zackie Achmat en el concierto benéfico 46664 del expresidente Nelson Mandela, y tenía como propósito que fuese considerado un himno y un símbolo de unidad y empoderamiento. Esto también dio origen a su campaña SING, que tiene como objetivo recaudar fondos y crear conciencia sobre los problemas relacionados con el VIH/sida en África.
Con la producción de Glen Ballard, incorpora la canción sudafricana «Jikelele» del grupo activista The Generics, que le otorgó la música a la cantante. Lennox invitó por medio de una carta a otras artistas a que participaran en el tema, y finalmente veintitrés de ellas en distintas partes del mundo colaboraron al grabar coros en el estribillo, entre las que se encuentra la estadounidense Madonna, quien también cantó la segunda estrofa. Como parte de la promoción del sencillo se crearon varias remezclas producidas por Moto Blanco, Dean Coleman, Harry «Choo Choo» Rimerez y Nitin Sawhney, como también se filmó un videoclip y figuró en el repertorio de la gira del disco, realizada en varias ciudades de Estados Unidos. En general, la crítica elogió el «himno feminista» y el mensaje de empoderamiento y lo comparó con «Sisters Are Doin' It for Themselves» (1985), de Eurythmics. Alcanzó los puestos dieciocho y veintinueve en Dance Club Songs y Adult Contemporary de la revista Billboard, respectivamente, y también ingresó a las listas oficiales de Reino Unido y Rusia.

## Antecedentes

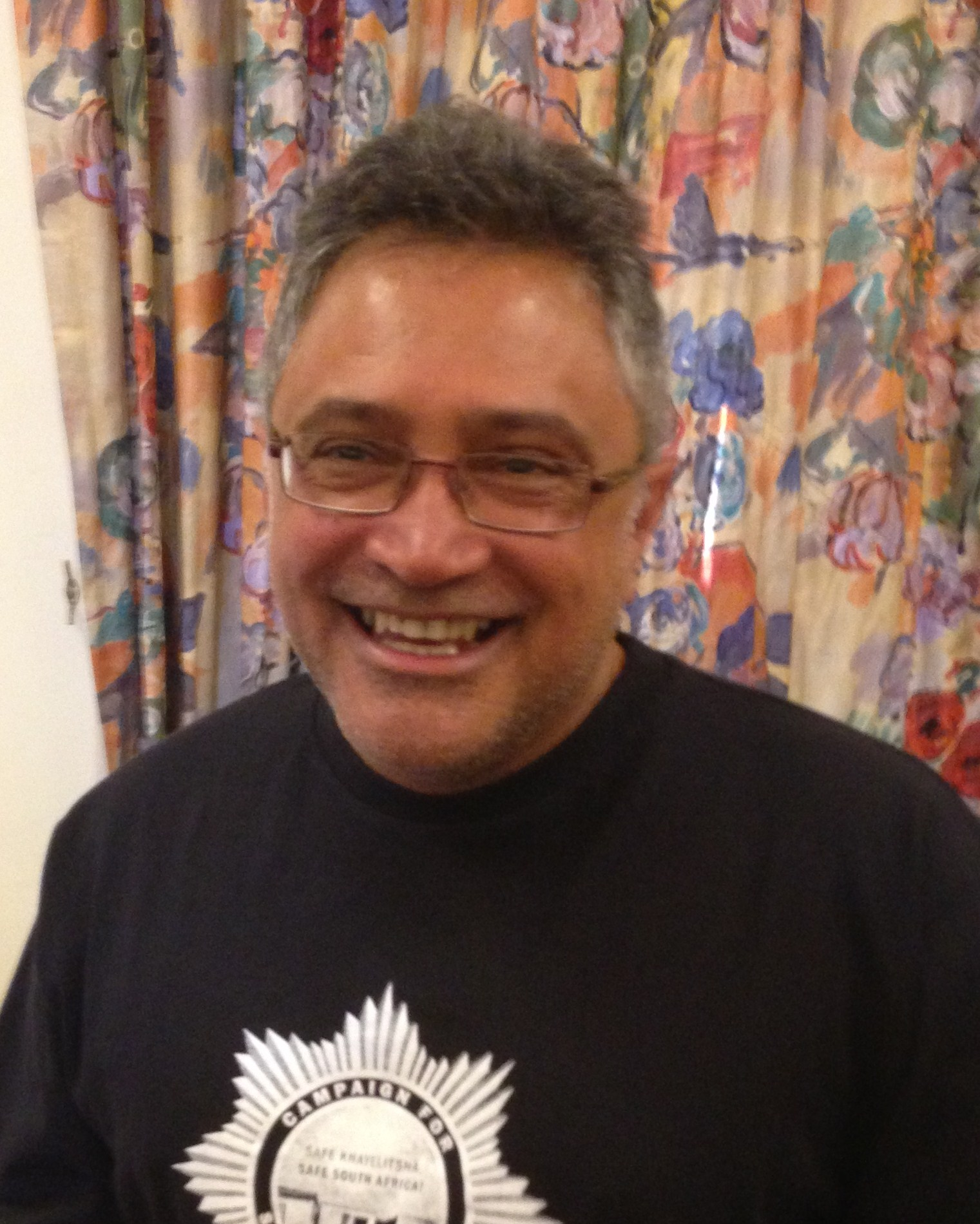
El activista sudafricano Zackie Achmat fue la principal inspiración de «Sing»

En 2003, Lennox asistió a un acto benéfico realizado por la campaña del VIH/sida 46664, del expresidente sudafricano Nelson Mandela. Allí se sorprendió al ver a un hombre que llevaba una camiseta negra con el mensaje «Soy VIH positivo» escrito en mayúsculas. Le había parecido curioso y le preguntó a la persona que se encontraba a su lado por el hombre, que resultó ser Zackie Achmat, un director de cine, activista y cofundador de la organización Treatment Action Campaign (TAC), que lucha por la atención médica y por la educación para los afectados por el VIH y el sida. Aunque ya había participado anteriormente en la 46664, conocer a Achmat le dio la oportunidad de hacer más por la campaña y la organización. En una entrevista con la BBC, detalló:

Necesitamos personas como él. Se negó a tomar su medicamento antirretrovial a menos que fuese asequible y disponible para todos, algo sumamente valeroso para hacer. Antes estaba frustrada porque quería ser más práctica [y] siento que TAC lo está haciendo donde debe hacerse. Necesitaba apoyo, realmente, y creí que quizá estaría bien situada para hacerlo.

Para componer «Sing», Lennox tomó como inspiración el activismo de Achmat en favor de las personas afectadas por el VIH/sida. Sumado a ello, un grupo de activistas llamado The Generics le había regalado un CD que contenía el tema «Jikelele», que ella tomó para incluirlo en el suyo. Al final se convirtió en una colaboración con veintitrés de las artistas más reconocidas de la industria. Posteriormente, en noviembre de 2007 creó la Campaña SING, cuyo objetivo principal es recaudar fondos y crear conciencia sobre los problemas que acarrea esta enfermedad, particularmente en mujeres y niños de Sudáfrica, Malaui y Reino Unido. También escribió en su sitio web oficial que el proyecto intenta que las mujeres puedan tener acceso al tratamiento y a la atención, y a su vez concienciar sobre la desigualdad y la violencia de género. Al citar el discurso de Mandela, en el que dijo: «Usemos el lenguaje universal de la música para cantar nuestro mensaje en todo el mundo», Lennox tenía como propósito que la canción fuera vista como un himno y un símbolo de unidad y empoderamiento, para ayudar a difundir el mensaje en el resto de los países.

## Grabación y composición
Tras componer y grabarlo, Lennox solicitó a otras artistas de renombre que participaran en el tema, y para ello escribió una carta genérica y se las envió a cada una. Si bien algunas se encontraban ocupadas en otros proyectos o no estaban disponibles, la gran mayoría respondió afirmativamente y al final veintitrés cantantes participaron. Apodadas como «El Coro de 23», las integrantes fueron: Anastacia, Isobel Campbell, Dido, Céline Dion, Melissa Etheridge, Fergie, Beth Gibbons, Faith Hill, Angelique Kidjo, Beverley Knight, Gladys Knight, k.d. lang, Madonna, Sarah McLachlan, Beth Orton, Pink, Bonnie Raitt, Shakira, Shingai Shoniwa, Joss Stone, Sugababes, KT Tunstall y Martha Wainwright. Dado que reunirlas en un mismo lugar habría sido complicado, les pidió que cantaran el estribillo, que surgió como un «gran coro». Al respecto, añadió: «Desafortunadamente, no todos pudimos estar en la misma habitación al mismo tiempo. Eso podría haber sido realmente interesante: todas las reinas».

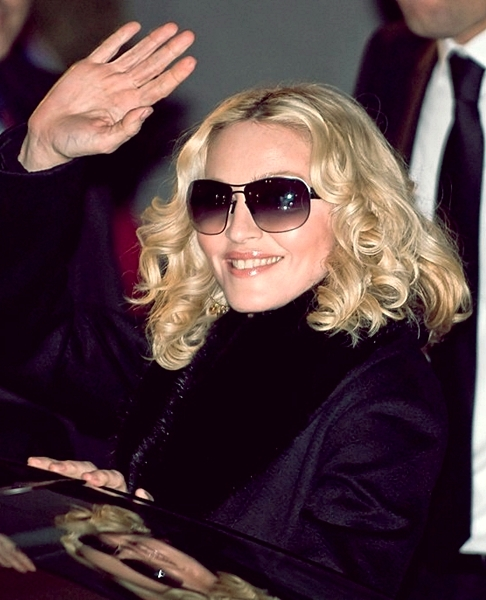
Además de los coros, la artista estadounidense Madonna (fotografía) también cantó la segunda estrofa de «Sing»

Cuando recibió la grabación de Madonna, se dio cuenta de que no solo había cantado el estribillo sino también la segunda estrofa. Se sintió «realmente conmovida», y explicó que «es muy rigurosa en lo que se involucra y para que hiciera eso por mí, estaba verdaderamente encantada». Asimismo, declaró que con su participación podría «informar a la gente, moverlos y, con suerte, involucrarlos en la causa». En una entrevista con la revista Performing Songwriter, el productor Glen Ballard recordó que completó la grabación de las artistas invitadas en varios lugares gracias a la Red digital de servicios integrados (del inglés ISDN), como Shakira en Puerto Rico, Pink en Zúrich o Madonna en Londres. Además, admitió que había sido «un poco desafiante» poner todas las voces en la pista de una manera significativa, dado que a veces era complicado reconocer quién cantaba en el estribillo. La versión final tiene más de tres minutos y medio de duración, aunque se grabaron otras versiones extendidas de hasta diez minutos, con más participación de las intérpretes.
«Sing» incorpora parte de «Jikelele», que se traduce en «tratamiento global». Creada por el grupo The Generics, miembros de TAC, se usó como tema para el programa «Prevención de la transmisión de madre a hijo» (PMTCT, por sus siglas en inglés) en Sudáfrica. La canción fue descrita como una composición «teñida de góspel». Según la partitura publicada en Sheet Music Plus por Hal Leonard Europe, se establece en un compás de 4/4, con un tempo de 105 pulsaciones por minuto y el registro vocal de Lennox se extiende desde las notas do4 a la5. Inicia con una introducción en la que se exige programas sobre el VIH/sida en Sudáfrica. Consta de una melodía de piano de fondo que, según Jon Pareles de The New York Times, recuerda al sencillo de Marvin Gaye «I Heard It Through the Grapevine» (1968), e insta al oyente a «que se escuche tu voz [y] lo que no te mata te hará fuerte». Dicho verso forma parte del estribillo, un «mensaje de empoderamiento» que interpretan las artistas, a la vez que interpola la melodía y la letra de «Jikelele». En opinión de Jim Farber del New York Daily News, la letra rinde homenaje al «valor de las mujeres» y promueve la conciencia y la prevención de la transmisión del VIH de madres a hijas en África.

## Publicación
El 1 de diciembre de 2007, coincidiendo con el Día Mundial de la Lucha contra el Sida, «Sing» fue publicado como el segundo y último sencillo de Songs of Mass Destruction por las compañías RCA y Sony BMG en formato digital, e incluyó varias remezclas producidas por Moto Blanco, Dean Coleman, Harry «Choo Choo» Rimerez y Nitin Sawhney. Dos días después se lanzó en otras tiendas en línea como TuneTribe, Virgin, HMV, Jamber y la mayoría de las redes móviles como 3 Mobile, Nokia, Virgin y T-Mobile, entre otras; todas las ganancias de las ventas fueron donadas a la organización TAC. El 10 de marzo de 2008, por el Día Nacional de la Concientización sobre el VIH y SIDA en Mujeres y Niñas, estuvo disponible de manera gratuita por una semana en la tienda Amazon de Estados Unidos.
Ese mismo día, Lennox se asoció con la compañía de cosméticos The Body Shop en Reino Unido y salió a la venta una edición limitada en CD de dos pistas en setenta tiendas del país; para promocionar el evento asistió a una firma oficial en la tienda Body Shop de la calle Oxford en Londres. Una semana después se publicó en vinilo de 12", con las remezclas de Harry Rimerez, Dean Coleman y Moto Blanco, y en maxi CD que incluyó como material adicional el videoclip de la canción e imágenes del concierto Live 8 de 2005. Para la portada del sencillo —obra de Mike Owen— la cantante escribió un manifiesto que decía: «Hace varios años, presencié personalmente a Nelson Mandela parado frente a su antigua celda en la prisión de la Isla Robben, dirigiéndose a la prensa mundial. Su mensaje fue que la pandemia del VIH/sida en África fue, de hecho, un genocidio. Desde entonces me propuse hacer todo lo posible para atraer la atención sobre [esta] crisis». En febrero de 2009 figuró en el grandes éxitos The Annie Lennox Collection.

## Recepción crítica
En términos generales, «Sing» obtuvo reseñas favorables de los críticos y periodistas. Daniel Garrett, de The Compulsive Reader, lo destacó como uno de los mejores del disco gracias al sonido de su voz y lo calificó como «hermoso y emocionante». Thom Jurek de Allmusic lo describió como «otro gran himno feminista, con un hook estupendo, un estribillo de soul/góspel feroz y un ritmo que, una vez que se inserta en la espina dorsal, no será despedido fácilmente». Jon Bream, de The Modesto Bee, la consideró la «pieza central» del álbum y un «himno inspirador»; Stephen Humphries de The Christian Science Monitor opinó que era un candidato para la canción pop del año; y Liz Hoggard de The Observer declaró que era «brillante» y la «sensación» del disco. Nicole Pensiero del Lincoln Journal Star elogió la producción de Ballard y la voz de Lennox, que permite que una variedad de sonidos electrónicos y orgánicos la rodeen, como en el caso de «Sing», que la nombró «potente». Anthony DeCurtis de Rolling Stone notó que era un «homenaje a su fuerte destreza pop», lo cual significaba una «virtud en una oferta más que amplia en este álbum brillante».
Sarah Rodman del Boston Globe comentó que Lennox vuelve a crear optimismo y empoderamiento en «Sing», que la consideró una secuela de «Sisters Are Doin' It for Themselves» (1985), de Eurythmics. De manera similar, Sal Cinquemani de Slant Magazine observó la inclinación feminista en las canciones del material y dijo que sonaba más como un «himno de amplia variedad» similar a «Sisters Are Doin' It for Themselves». No obstante, para Los Angeles Times tenía un estilo a «We Are the World» (1985). Chris Jones de la BBC señaló que «toma vida como una gran canción por derecho propio»; Margaret Moser de The Austin Chronicle afirmó que la cantante era «toda conciencia social» y calificó al coro de artistas como «poderoso»; y Leah Greenblatt de Entertainment Weekly sintió que era una «especie de Lady Live Aid». Igualmente, Sophia Hoffman, de la revista GO, le pareció un coro «conmovedor» y añadió que sus armonías de llamadas y respuestas «representan un llamado a la acción que seguramente inspirará a los fanáticos de cualquiera de estas artistas». Stephen Errity de Hot Press la llamó el «magnum opus» del álbum y el regreso de Lennox a las canciones de amor. Según el periodista, era una versión femenina de «Feed The World» de Band Aid, aunque el mensaje se había perdido en la composición.
En reseñas variadas, Phil Gallo de Variety aseguró que la «ambición» del sencillo puede que no se haya realizado completamente, pero no le restaba valor al esfuerzo general. Aarik Danielsen de PopMatters comentó que a pesar de que el mensaje de empoderamiento y el grado de reacción eran «claros y loables», su presentación era menos convincente, dado que musicalmente era «bastante genérica y parece descontrolada y demasiado dramática», motivos por los cuales la unidad social que se pide en la canción «no está tan bien representada musicalmente como Lennox y sus amigas podrían desear». Alfred Soto de Stylus también lo comparó con «Sisters Are Doin' It for Themselves» al describirlo como un «híbrido inofensivo que realmente debería haber sido la tan esperada secuela de "State of Independence" (1982) de Donna Summer», que había contado con la participación de Stevie Wonder, Kenny Loggins y Dyan Cannon, entre otros. No obstante, mencionó que Lennox no había logrado componer una pista como la de Summer para que las artistas invitadas en «Sing» se «elevaran». Caroline Sullivan de The Guardian criticó la «monotonía» del tema, mientras que Ernest Hardy de LA Weekly escribió que pese a que la intención era «noble», la letra parecía más una «lista de compras de clichés que provoca escalofríos».

## Recepción comercial y promoción

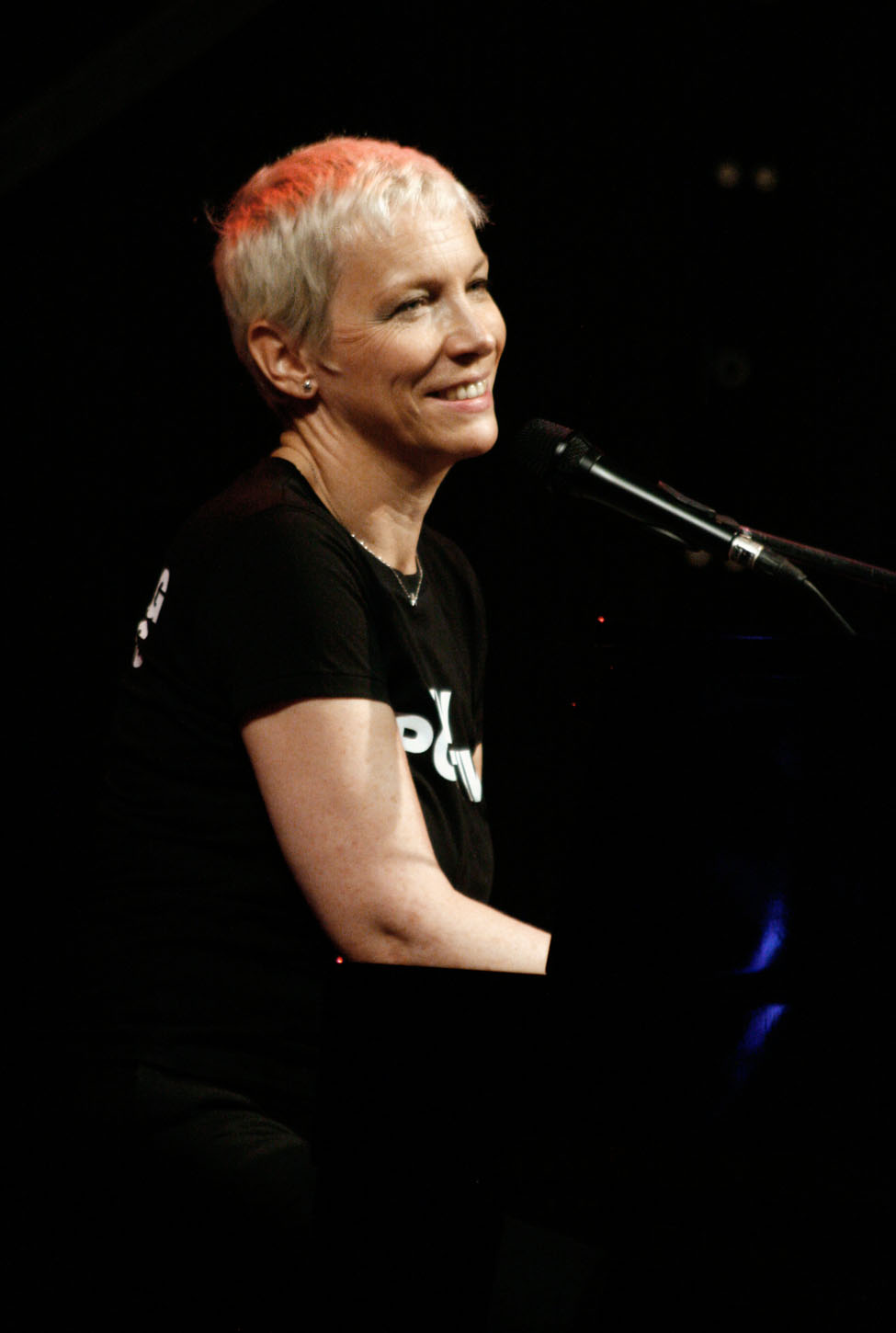
Lennox durante la Conferencia Internacional sobre el Sida, celebrada en Viena (Austria), en julio de 2010

«Sing» tuvo un recibimiento comercial bajo en las listas musicales. En Reino Unido alcanzó el puesto número 161 el 29 de marzo de 2008 y permaneció solo una semana, y en Rusia la remezcla de Dean Coleman ocupó la posición 129. En Estados Unidos ingresó a los conteos Adult Contemporary y Dance Club Songs: en el primero también estuvo siete días en total en el vigésimo noveno lugar, mientras que en el segundo tuvo mejores resultados que los anteriores, pues logró ubicarse en el puesto dieciocho y pasó en general catorce semanas. Para la promoción del sencillo se filmó un videoclip dirigido por Nick Fletcher y editado por Scott Mele, Lennox y Roger Widynowski. Su estreno tuvo fecha el 15 de noviembre de 2007 y fue exclusivo del sitio web MSN por siete días.
Lennox interpretó la canción en su tercera gira como solista, Annie Lennox Sings, realizada entre octubre y noviembre de 2007 en algunas ciudades de Estados Unidos. Se incluyó en el encore de los conciertos: tras un corto documental sobre los problemas del sida en África, procedió una interpretación del tema que Frank Scheck de Reuters calificó de «conmovedora». El 16 de noviembre de ese año, la presentó en el programa benéfico británico Children in Need, que tuvo una audiencia de entre cinco a diez millones de espectadores. Casi tres años después, en julio de 2010, asistió a la Conferencia Internacional sobre el Sida celebrada en la ciudad de Viena (Austria); tras una marcha masiva encabezada por veinte mil personas para reivindicar los derechos de los afectados por la enfermedad y exigir más fondos para el tratamiento, finalizó con un concierto llamado «Luces por los Derechos» en la Plaza de los Héroes, donde cantó «Sing» y otros temas de su discografía.

## Lista de canciones y formatos
| CD  |                              |          |  |
| N.º | Título                       | Duración |  |
| 1.  | «Sing»                       | 4:21     |  |
| 2.  | «Sing» (Nitin Sawhney Remix) | 4:49     |  |

| CD  |                                 |          |  |
| N.º | Título                          | Duración |  |
| 1.  | «Sing» (Radio Edit)             | 4:20     |  |
| 2.  | «Sing» (Moto Blanco Club Remix) | 8:35     |  |
| 3.  | «Why»                           | 4:53     |  |

| 12" |                                                |          |  |
| N.º | Título                                         | Duración |  |
| 1.  | «Sing»                                         | 4:21     |  |
| 2.  | «Sing» (Harry Choo Choo Romero Remix Edit)     | 4:49     |  |
| 3.  | «Sing» (Dean Coleman Silent Sound Vocal Remix) | 6:55     |  |
| 4.  | «Sing» (Moto Blanco Club Radio Edit)           | 8:35     |  |

| Maxi CD (Enhanced CD) |                                                |          |  |
| N.º                   | Título                                         | Duración |  |
| 1.                    | «Sing»                                         | 4:21     |  |
| 2.                    | «Sing» (Nitin Sawhney Remix)                   | 4:49     |  |
| 3.                    | «Sing» (Dean Coleman Silent Sound Vocal Remix) | 6:55     |  |
| 4.                    | «Sing» (Harry Choo Choo Romero Club Remix)     | 8:29     |  |
| 5.                    | «Sing» (vídeo)                                 |          |  |
| 6.                    | «Live 8 "Why' Film»                            |          |  |
| 7.                    | «Africa Photo Gallery»                         |          |  |
| 8.                    | «Africa Video Footage»                         |          |  |

| Descarga digital |                                                 |          |  |
| N.º              | Título                                          | Duración |  |
| 1.               | «Sing» (Dean Coleman Silent Sound Radio Edit)   | 4:20     |  |
| 2.               | «Sing» (Moto Blanco Radio Remix)                | 3:33     |  |
| 3.               | «Sing» (Harry "Choo Choo" Romero Radio Mix)     | 3:59     |  |
| 4.               | «Sing» (Harry "Choo Choo" Romero HCCR Mix Show) | 5:30     |  |
| 5.               | «Sing» (Moto Blanco Club Remix)                 | 8:35     |  |
| 6.               | «Sing» (Moto Blanco Dub)                        | 8:26     |  |
| 7.               | «Sing» (Dean Coleman Silent Sound Vocal Remix)  | 6:54     |  |
| 8.               | «Sing» (Harry "Choo Choo" Romero Club Mix)      | 8:26     |  |

## Posicionamiento en listas
| País (Lista 2008)                   | Posición más alta |
| ----------------------------------- | ----------------- |
| Estados Unidos (Adult Contemporary) | 29                |
| Estados Unidos (Dance Club Songs)   | 18                |
| Reino Unido (UK Singles Chart)      | 161               |
| Rusia (Tophit)                      | 129               |

## Créditos y personal

### Dirección
- Mezcla en South Beach Studios (Miami Beach).
- Masterización en Sterling Sound (Nueva York).
- Publicado por Universal Music Publishing Mgb Limited.
- Gestión de Simon Fuller para 19 Management.

### Personal
- Annie Lennox: voz, composición
- Glen Ballard: producción (Aerowave Productions, Inc.)
- Mike Stevens: arreglo, producción adicional
- Tom Lord-Alge: mezcla
- Scott Campbell: ingeniería
- Ted Jensen: masterización
- The Generics: coros
- Mike Owen: fotografía (portada)
- Nick Fletcher: fotografía
- Allan Martin: diseño

Créditos adaptados de las notas del sencillo en CD y del álbum Songs of Mass Destruction.